# ارتور يديغاريان
ارتور يديغاريان (26 يونيو 1987 بيريفان في أرمينيا - ) هو لاعب كرة قدم أرمني في مركز الوسط. شارك مع منتخب أرمينيا تحت 17 سنة لكرة القدم ومنتخب أرمينيا الوطني تحت 19 سنة لكرة القدم ومنتخب أرمينيا تحت 21 سنة لكرة القدم ومنتخب أرمينيا لكرة القدم. أما مع النوادي، فقد لعب مع ألاشكرت وبيونيك يريفان ودينامو مينسك ونادي باس همدان ونادي بانانتس ونادي كايرات ونادي خيمكي وهوفيرلا أوجهورود ‏.

## روابط خارجية
- ارتور يديغاريان على موقع قاعدة بيانات كرة القدم.إي يو (الإنجليزية)
- ارتور يديغاريان على موقع ناشيونال فوتبول تيمز (الإنجليزية)
- ارتور يديغاريان على موقع Soccerway.com (الإنجليزية)
- ارتور يديغاريان على موقع AS.com (الإسبانية)